# STS-103
La STS-103 è una missione spaziale del Programma Space Shuttle.
È stata una missione di manutenzione del telescopio spaziale Hubble.

## Equipaggio
- Comandante: Curtis L. Brown (6)
- Pilota: Scott J. Kelly (1)
- Specialista di missione: Steven Lee Smith (3)
- Specialista di missione: C. Michael Foale (5)
- Specialista di missione: John M. Grunsfeld (3)
- Specialista di missione: Claude Nicollier (4)
- Specialista di missione: Jean-François Clervoy (3)

Tra parentesi il numero di voli spaziali completati da ogni membro dell'equipaggio, inclusa questa missione.

## Parametri della missione
- Massa:
  - Navetta al lancio: 112.493 kg
  - Navetta al rientro: 95.768 kg
- Perigeo: 563 km
- Apogeo: 609 km
- Inclinazione: 28,5°
- Periodo: 1 ora, 36 minuti e 24 secondi

### Passeggiate spaziali
- Smith e Grunsfeld  - EVA 1
  - Inizio EVA 1: 22 dicembre 2000 - 18:54 UTC
  - Fine EVA 1: 23 dicembre 2000 - 3:09 UTC
  - Durata: 8 ore e 55 minuti
- Foale e Nicollier  - EVA 2
  - Inizio EVA 2: 23 dicembre 2000 - 19:06 UTC
  - Fine EVA 2: 24 dicembre 2000 - 3:16 UTC
  - Durata: 8 ore e 10 minuti
- Smith e Grunsfeld  - EVA 3
  - Inizio EVA 3: 24 dicembre 2000 - 19:17 UTC
  - Fine EVA 3: 25 dicembre 2000 - 3:25 UTC
  - Durata: 8 ore e 8 minuti